# Alaskaentomon
Alaskaentomon es un género de Protura en la familia Acerentomidae.

## Especies
- Alaskaentomon condei Nosek, 1981
- Alaskaentomon fjellbergi Nosek, 1977